# Simyra
Simyra is een geslacht van vlinders van de familie Uilen (Noctuidae), uit de onderfamilie Acronictinae.

## Soorten
- S. albicosta Hampson, 1909
- S. albovenosa

Kleine rietvink (Goeze, 1781)
- S. autumna Chrétien, 1911
- S. capillata Wallengren, 1875
- S. confusa (Walker, 1856)
- S. conspersa Moore, 1881
- S. dentinosa Freyer, 1838
- S. fiorii Turati, 1922
- S. henrici Grote, 1873
- S. nervosa (Denis & Schiffermüller, 1775)
- S. renimaculata Osthelder, 1932
- S. saepistriata Alphéraky, 1859
- S. sincera Warren, 1914
- S. splendida Staudinger, 1888
- S. unifacta Dyar, 1912